# Grande logóteta
Grande logóteta (em grego: μέγας λογοθέτης; romaniz.: Megas logothetēs) foi um título e ofício atribuídos aos fiscais de todos os departamentos fiscais, chamados secretos (sekreta), do Império Bizantino.

## História
Foi estabelecido pelo imperador Aleixo I Comneno (r. 1081–1118) como logóteta do secreto (em grego: λογοθέτης τῶν σεκρέτων; romaniz.: logothetēs tōn sekretōn), em uma tentativa de melhorar a coordenação dos vários departamentos. Os departamentos fiscais, em particular, ainda eram agrupados sob dois outros oficiais: os dois principais departamentos do tesouro, o genico (genikon) e o ídico (eidikon), foram colocados sob o grande logariasta ("contador-mor") dos secretos (em grego: μέγας λογαριαστής τῶν σεκρέτων; romaniz.: mégas logariostés ton sekréta), enquanto outro grande logóteta (em grego: μέγας λογαριαστής τῶν εὐαγῶν σεκρέτων; romaniz.: mégas logariastés ton eÚagon sekréton) supervisionou o "gabinete piedoso" (em grego: εὐαγή σεκρέτα; romaniz.: euagē sekreta), ou seja, as fazendas imperiais e as fundações religiosas. Por meados do século XII, o logóteta do secreto tornar-se-ia o grande logóteta, um ofício que sobreviveu até à Queda de Constantinopla em maio de 1453. Hoje, o principal ofício (offikion) entre os arcontes do Patriarcado Ecumênico de Constantinopla ainda ostenta o título de grande logóteta.